# کامارگو (کنتاکی)
کامارگو (به انگلیسی: Camargo) شهری در ایالت کنتاکی کشور ایالات متحده آمریکا است که جمعیت آن در سرشماری سال ۲۰۱۰ میلادی، ۱٬۰۸۱ نفر بوده‌است.